# Jacobus Sinapius
Jacobus Horcicky de Tepenecz (1575-1622), también conocido con el nombre latino de Sinapius. 
Alquimista bohemio, de humilde origen que llegó a ser responsable de la farmacia real de Praga y favorito del emperador Rodolfo II a raíz de curarle de una enfermedad (1608) y recibir el título nobiliario "De Tepenecz".
Tras la presunta compra del Manuscrito Voynich por el emperador a un desconocido intentó su traducción, pero no hay noticias de que consiguiese ningún éxito.
Fue propietario del manuscrito desde la muerte del emperador (1612), quizá recibido del coleccionista de libros Pontanus (fallecido en 1614) y hasta su propia muerte, en 1622, fecha en la que pasa a manos desconocidas (probablemente a Georgius Barschius): su firma aparece escrita, con tinta desvanecida por el tiempo, en la primera hoja del manuscrito y hoy sólo es visible con luz ultravioleta.
Este hecho parece ser una prueba de que el Manuscrito Voynich realmente existía en aquella época (1608) y no es una falsificación moderna —elaborada, por ejemplo, por parte de Voynich hacia 1911-1912— como se ha propuesto recientemente.
Al parecer llegó a amasar una fortuna vendiendo un elixir "curalotodo" bautizado como "Aqua-Sinapius", quizá el mismo con el cual curó al emperador y sirvió para ganarse su entera confianza.

## Fuente
- The Voynich Manuscript: An Elegant Enigma. D' Imperio (1978). Aegean Park Press (1980), ISBN: 0-89412-038-7
- The Queen's Conjuror. Benjamin Wollet (2002), Flamingo, Londres, ISBN: 0-00-655202-1

- Datos: Q368993
- Multimedia: Jacobus Sinapius / Q368993